# Steidl Verlag
Der Steidl Verlag ist ein deutscher Verlag. Der Schwerpunkt des Programms liegt auf internationalen Fotografen sowie auf der Belletristik. Der Verlag wird von Gerhard Steidl geleitet.

## Geschichte
Steidl arbeitete nach dem Abitur in Göttingen seit 1969 als Drucker und Gestalter. 1969 gründete er seinen eigenen Verlag. Beeinflusst von Andy Warhol und Joseph Beuys, begann er 1970 die Zusammenarbeit mit Klaus Staeck, dessen Plakate und Poster bei Steidl veröffentlicht wurden. 1972 erschien mit Befragung zur documenta das erste Buch im Steidl-Verlag. Ab 1974 kamen politische Sachbücher hinzu, in den frühen 1980er Jahren Belletristik, 1989 das erste Taschenbuch. Als Günter Grass, der 1999 den Nobelpreis für Literatur erhielt, seinen damaligen Verlag Luchterhand 1993 unter Protest verließ, fand er im Steidl Verlag eine neue Heimat. Zum 80. Geburtstag von Günter Grass gab der Steidl Verlag eine zwölfbändige Werkausgabe heraus. Gerhard Steidl sagte, es sei ihm sehr daran gelegen gewesen, diese zu Lebzeiten des Autors herauszubringen.
An aktueller Literatur verlegt Steidl neben Günter Grass Autoren wie Erich Loest, John McGahern, A.L. Kennedy, den Nobelpreisträger Halldór Laxness sowie Publizisten wie Oskar Negt und Hans Leyendecker. Ab 1996 spezialisierte sich Steidl außerdem auf die Fotografie. Er verlegte die Werke international bekannter Fotografen wie Robert Frank, Joel Sternfeld, Richard Serra, Bruce Davidson, Arnold Odermatt, Edward Ruscha, Susan Meiselas, Karl Lagerfeld, Saul Leiter, Lou Reed, Martin Schoeller, Juergen Teller und vieler anderer. Für Chanel werden Werbematerialien – darunter die Kataloge, Flyer und Einladungen zu Haute-Couture-Shows – produziert.

Die Zusammenarbeit zwischen Steidl und Lagerfeld bestand von den frühen 1990er-Jahren an. 2006 sagte Lagerfeld, Gerhard Steidl sei der „beste Drucker der Welt“. Ab 2010 bis zu dessen Tod 2019 war Lagerfeld für Steidl zudem als Programmchef des Verlagsimprints Lagerfeld. Steidl. Druckerei. (L.S.D.) tätig, in dem 51 Titel erschienen sind.

## Film
- How to Make a Book with Steidl. Dokumentarfilm, Deutschland, 2010, 88 Minuten, Buch und Regie: Jörg Adolph und Gereon Wetzel, Produktion: 3sat, Erstausstrahlung: 4. November 2010, Inhaltsangabe.
- How to Make a Book with Carlos Saura & Steidl. Dokumentarfilm, Deutschland, 2017, 52 Minuten, Buch und Regie: Jörg Adolph und Gereon Wetzel. ISBN 978-3-95829-353-3